# Soindres
Soindres és un municipi francès, situat al departament d'Yvelines i a la regió de Illa de França. L'any 2007 tenia 595 habitants.
Forma part del cantó de Bonnières-sur-Seine, del districte de Mantes-la-Jolie i de la Comunitat urbana Grand Paris Seine et Oise.

## Demografia

### Població
El 2007 la població de fet de Soindres era de 595 persones. Hi havia 200 famílies, de les quals 32 eren unipersonals (16 homes vivint sols i 16 dones vivint soles), 60 parelles sense fills, 88 parelles amb fills i 20 famílies monoparentals amb fills.
La població ha evolucionat segons el següent gràfic:
Habitants censats

### Habitatges
El 2007 hi havia 212 habitatges, 201 eren l'habitatge principal de la família, 3 eren segones residències i 8 estaven desocupats. 198 eren cases i 13 eren apartaments. Dels 201 habitatges principals, 173 estaven ocupats pels seus propietaris, 24 estaven llogats i ocupats pels llogaters i 4 estaven cedits a títol gratuït; 1 tenia una cambra, 4 en tenien dues, 21 en tenien tres, 43 en tenien quatre i 132 en tenien cinc o més. 170 habitatges disposaven pel capbaix d'una plaça de pàrquing. A 54 habitatges hi havia un automòbil i a 138 n'hi havia dos o més.

### Piràmide de població
La piràmide de població per edats i sexe el 2009 era:
| Homes | Edats   | Dones |
| ----- | ------- | ----- |
| 0     | 95 o +  | 0     |
| 0     | 90 a 94 | 0     |
| 4     | 85 a 89 | 0     |
| 0     | 80 a 84 | 8     |
| 4     | 75 a 79 | 12    |
| 0     | 70 a 74 | 4     |
| 4     | 65 a 69 | 8     |
| 4     | 60 a 64 | 12    |
| 12    | 55 a 59 | 8     |
| 28    | 50 a 54 | 16    |
| 28    | 45 a 49 | 28    |
| 44    | 40 a 44 | 28    |
| 20    | 35 a 39 | 24    |
| 16    | 30 a 34 | 24    |
| 16    | 25 a 29 | 20    |
| 4     | 20 a 24 | 28    |
| 16    | 15 a 19 | 20    |
| 20    | 10 a 14 | 40    |
| 16    | 5 a 9   | 36    |
| 16    | 0 a 4   | 16    |

## Economia
El 2007 la població en edat de treballar era de 431 persones, 331 eren actives i 100 eren inactives. De les 331 persones actives 309 estaven ocupades (166 homes i 143 dones) i 22 estaven aturades (12 homes i 10 dones). De les 100 persones inactives 30 estaven jubilades, 44 estaven estudiant i 26 estaven classificades com a «altres inactius».

### Ingressos
El 2009 a Soindres hi havia 204 unitats fiscals que integraven 606 persones, la mediana anual d'ingressos fiscals per persona era de 23.474,5 €.

### Activitats econòmiques
Dels 23 establiments que hi havia el 2007, 1 era d'una empresa extractiva, 1 d'una empresa de fabricació d'altres productes industrials, 5 d'empreses de construcció, 5 d'empreses de comerç i reparació d'automòbils, 3 d'empreses de transport, 1 d'una empresa financera, 6 d'empreses de serveis i 1 d'una empresa classificada com a «altres activitats de serveis».
Dels 6 establiments de servei als particulars que hi havia el 2009, 1 era un taller de reparació d'automòbils i de material agrícola, 1 paleta, 3 lampisteries i 1 empresa de construcció.
L'any 2000 a Soindres hi havia 3 explotacions agrícoles.

## Equipaments sanitaris i escolars
El 2009 hi havia una escola elemental.

## Poblacions més properes
El següent diagrama mostra les poblacions més properes.